# Cold Winter Night
Cold Winter Night är ett musikalbum från 1990 framfört av Erika Norberg. Albumet återutgavs 2004 och innehöll då tre extra bonusspår.

## Låtlista
1. "Prelude" (Håkan Almqvist, Erika Norberg)
2. "Together We're Lost" (Bobby Ljunggren, Håkan Almqvist, Erika Norberg)
3. "Line of Fire" (Bobby Ljunggren, Håkan Almqvist, Benny Jansson, Erika Norberg)
4. "Hurting So Bad" (Jonas Warnerbring, Erika Norberg, Daddy's Music)
5. "Heavenly" (Jonas Warnerbring, Paris Edvinson, Erika Norberg, Daddy's Music)
6. "Cold Winter Night" (Jonas Warnerbring, Erika Norberg, Daddy's Music)
7. "Living Like a Hurricane" (Bobby Ljunggren, Håkan Almqvist, Erika Norberg)
8. "Love in Vain" (Bobby Ljunggren, Håkan Almqvist, Erika Norberg)
9. "Emergency" (Jonas Warnerbring, Erika Norberg, Daddy's Music)
10. "Last Call for Love" (Håkan Almqvist, Erika Norberg)
11. "Postlude" (Håkan Almqvist)
12. "Super Sonic City" (Bonusspår. Endast på utgåvan från 2004)
13. "Together We're Lost" (Bobby Ljunggren, Håkan Almqvist, Erika Norberg) (re-mixed extended version, club mix) (Bonusspår. Endast på utgåvan från 2004)
14. "Together We're Lost" (Bobby Ljunggren, Håkan Almqvist, Erika Norberg) (extended version) (Bonusspår. Endast på utgåvan från 2004)